# 16106 Carmagnola
16106 Carmagnola (1999 VW212) là một tiểu hành tinh vành đai chính.